# Orden de las Clarisas Pobres de la Adoración Perpetua

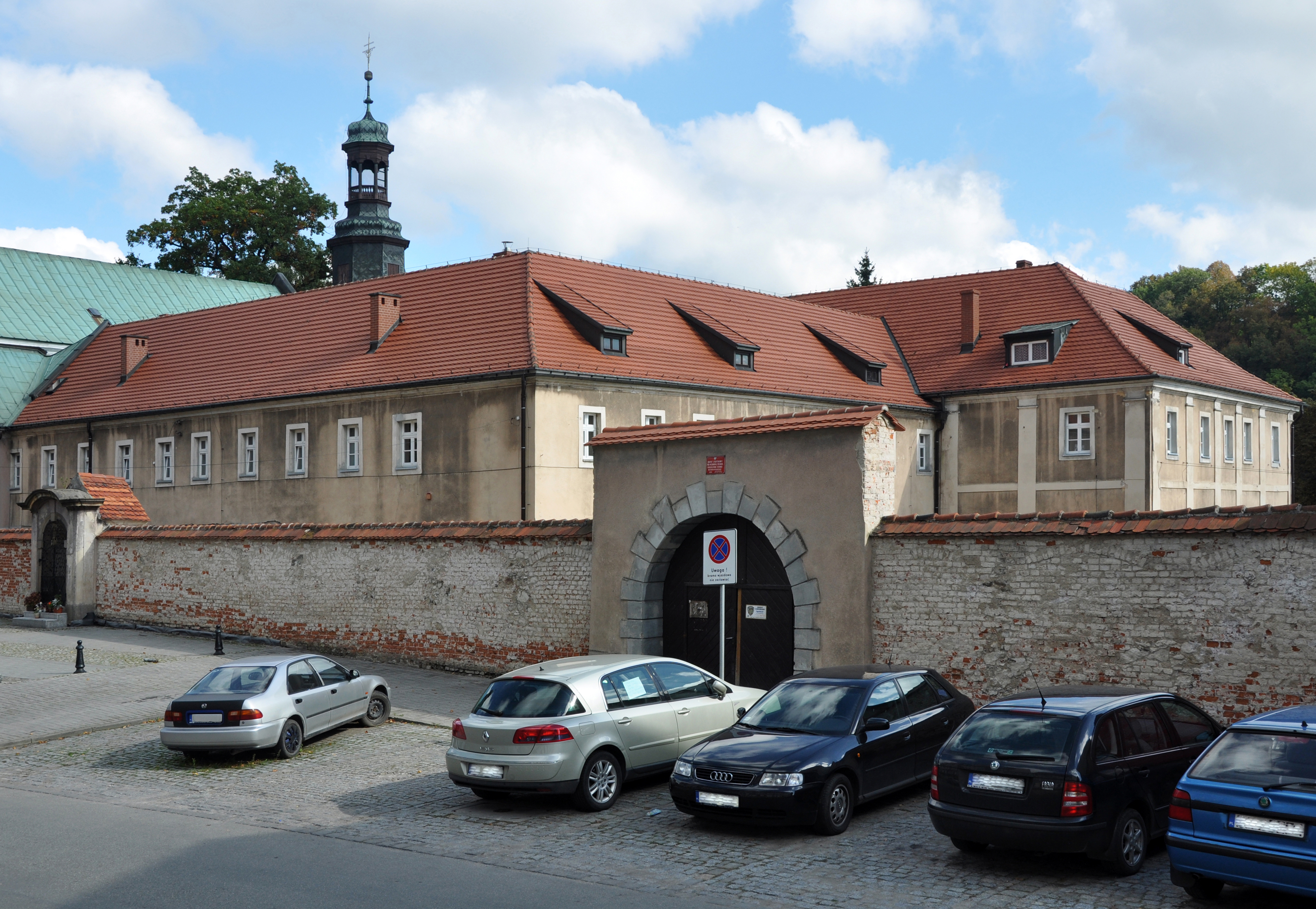
Monasterio de las Clarisas Pobres de la Adoración Perpetua, Kłodzko, Polonia

La Orden de las Clarisas Pobres de la Adoración Perpetua (en latín: Ordo Monialium Clarissarum a Perpetua Adoratione, O.C.P.A.) es una rama de la Segunda Orden de San Francisco de monjas contemplativas.
Fue fundada en Francia en 1854 por Marie Claire Bouillevaux. Son monjas de clausura dedicadas a la Adoración Perpetua al Santísimo Sacramento.

## Presencia en los Estados Unidos
La primera fundación en los Estados Unidos tuvo lugar en Cleveland, Ohio, en 1921. Una de las religiosas más conocidas de esta orden es la Madre Angélica, fundadora del canal católico de televisión Eternal Word Television Network (EWTN). Su convento principal está en Canton, Ohio. Hay una segunda comunidad el monasterio de Nuestra Señora de la Soledad de Tonopah, Arizona, cerca de Phoenix. Se encuentra en la diócesis católica de Phoenix y funciona de forma independiente de esta diócesis, con la aprobación del obispo de Phoenix.
En los últimos años sus monasterios se han consolidado en los Estados Unidos.